# トマス・タリス

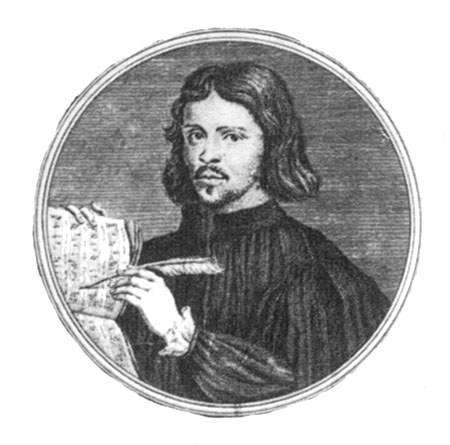
トマス・タリス

トマス・タリス（Thomas Tallis, 1505年頃 - 1585年11月23日）は、16世紀イングランド王国の作曲家、オルガン奏者。

## 略歴
青年期にはロンドンの教会やウォルサム・アビー修道院（1536年頃 - 1540年）のオルガン奏者をつとめ、カンタベリー大聖堂での職を経た後、1542年より王室礼拝堂のオルガン奏者となった。1572年からは弟子のウィリアム・バードも王室礼拝堂に着任し、同僚として共に働いた。
タリスの仕えた国王は、テューダー朝のヘンリー8世、エドワード6世、メアリー1世とエリザベス1世である。カトリックとプロテスタントが激しく対立する宗教改革の時代に生きたため、ラテン語および英語による作品が残されている。残された作品の数は少ないが、素朴で美しく慎ましい感情が表現されている。タリス自身はカトリックであったが、プロテスタント向けの英語の詞で作曲されている。
1575年にタリスとバードは、エリザベス女王から五線紙に音楽を印刷するための許可を得た。タリスはまた、エリザベス女王によって年30ポンド相当の収入が得られる土地を与えられた。

## 作風
この時期のオルガンはショート・オクターブもまだ用いられていた時代なので、器楽作品から地味で目立たない印象を与えることが多い。しかし、タリスが名声を決定的にしたのは「40声のモテット『我、汝の他に望みなし』」のような過剰多声楽曲である。和声的には単純でも、聴取の限界を超えた声部が幾重にも重なり、他にありえない荘厳さを生み出す。後半、バス声部の完全四度進行の反復が宗教的な瞬間の創出に成功しており、数度のゲネラルパウゼで聴神経が一挙に引き締まる。この時代には当然和声理論は確立しておらず、同時代のイタリアのルネサンス音楽よりも簡素な対位法の下で自由に旋法内の音を選べたがゆえの表現であった。
1567年に書かれた「大主教パーカーのための詩編曲」の第3曲の旋律は、後にヴォーン・ウィリアムズが「トマス・タリスの主題による幻想曲」に用いたため、特に有名になった。また、この第9曲は「タリスのカノン」という別名を持っている。

## 受容
イギリスを代表するルネサンス音楽声楽アンサンブルであるタリス・スコラーズの名は、タリスに由来する。
米ドラマ『THE TUDORS〜背徳の王冠〜』に登場するが、ここでは同性愛者として描かれている。

## 録音
- Tallis - If ye love me

## 主要作品
- 「エレミアの哀歌」 The Lamentations of Jeremiah
- 「4声のためのミサ曲」 Mass for Four Voices
- 「40声のモテット『我、汝の他に望みなし』」Spem in alium
- モテット「主よ、我が罪を消したまえ」 Absterge Domine
- ミサ曲「めでたし清らかな乙女」 Missa Salve intemerata
- 「大主教パーカーのための詩編曲」 Archbishop Parker's Metrical Psalter